# Fusillés de Soubizergues
 (mars 2020).

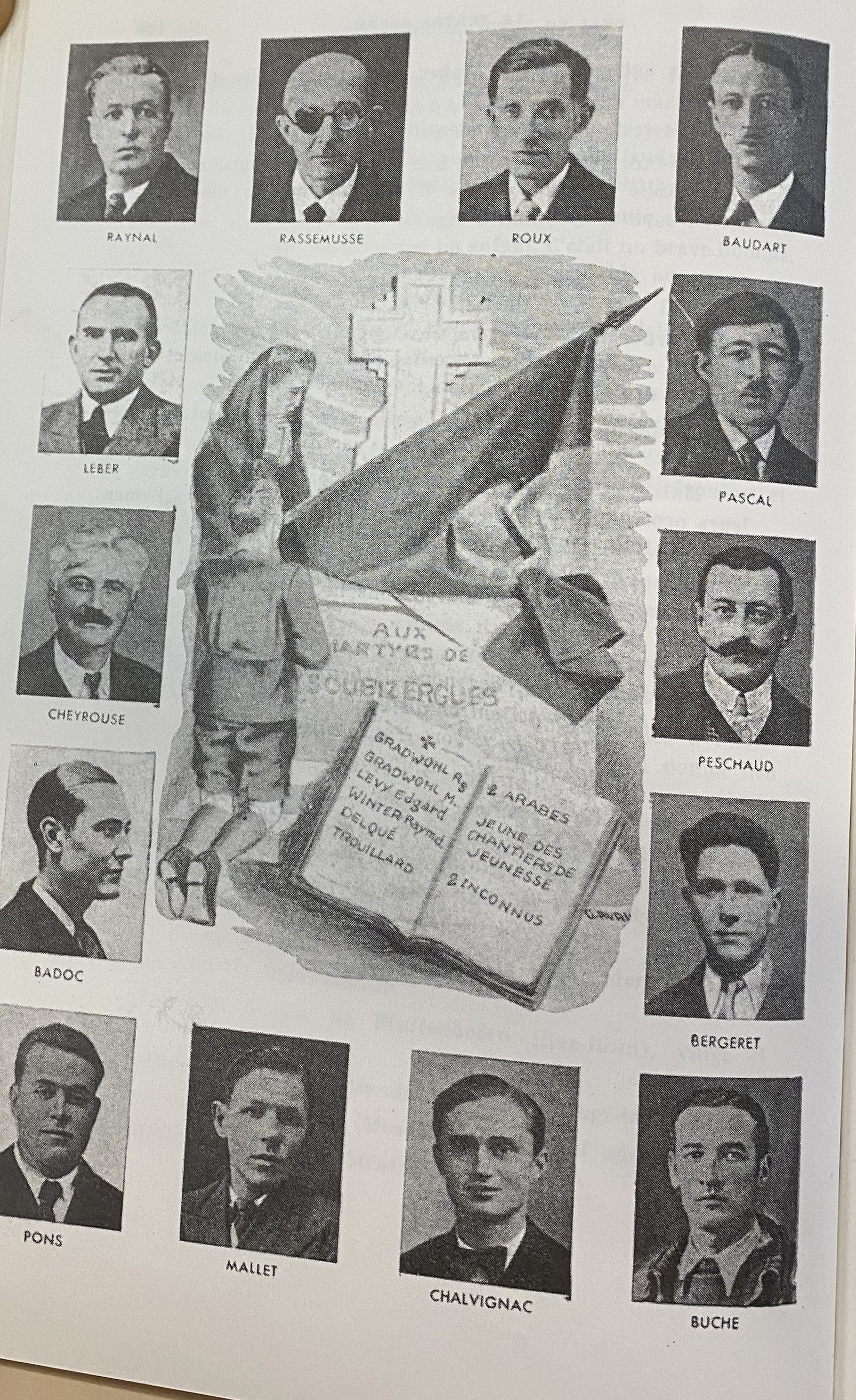
Portraits des victimes de Soubizergues.

Les fusillés de Soubizergues sont un groupe de vingt-cinq personnes exécutées par fusillade à Soubizergues, dans la commune de Saint-Georges (Cantal), le 14 juin 1944. L'exécution est perpétrée par la Gestapo, épaulée par la Milice française, en représailles de la mort lors d'un affrontement de Hugo Geissler, capitaine de la SS, à Murat.

## Contexte
En mai-juin 1944, les maquisards se rassemblent, notamment au Mont Mouchet (plateau à cheval sur les départements du Cantal, de la Haute-Loire et de la Lozère) en attendant le signal de l'insurrection. Début juin, les Allemands appuyés par la milice tentent à plusieurs reprises une offensive contre les maquisards. C'est dans ce contexte de répression violente des actions résistantes (importantes dans les secteurs de Murat et Saint-Flour), alors que le débarquement a commencé, qu'il faut comprendre l'arrestation de civils et résistants et leur exécution sommaire à Soubizergues. 

## Chronologie des faits

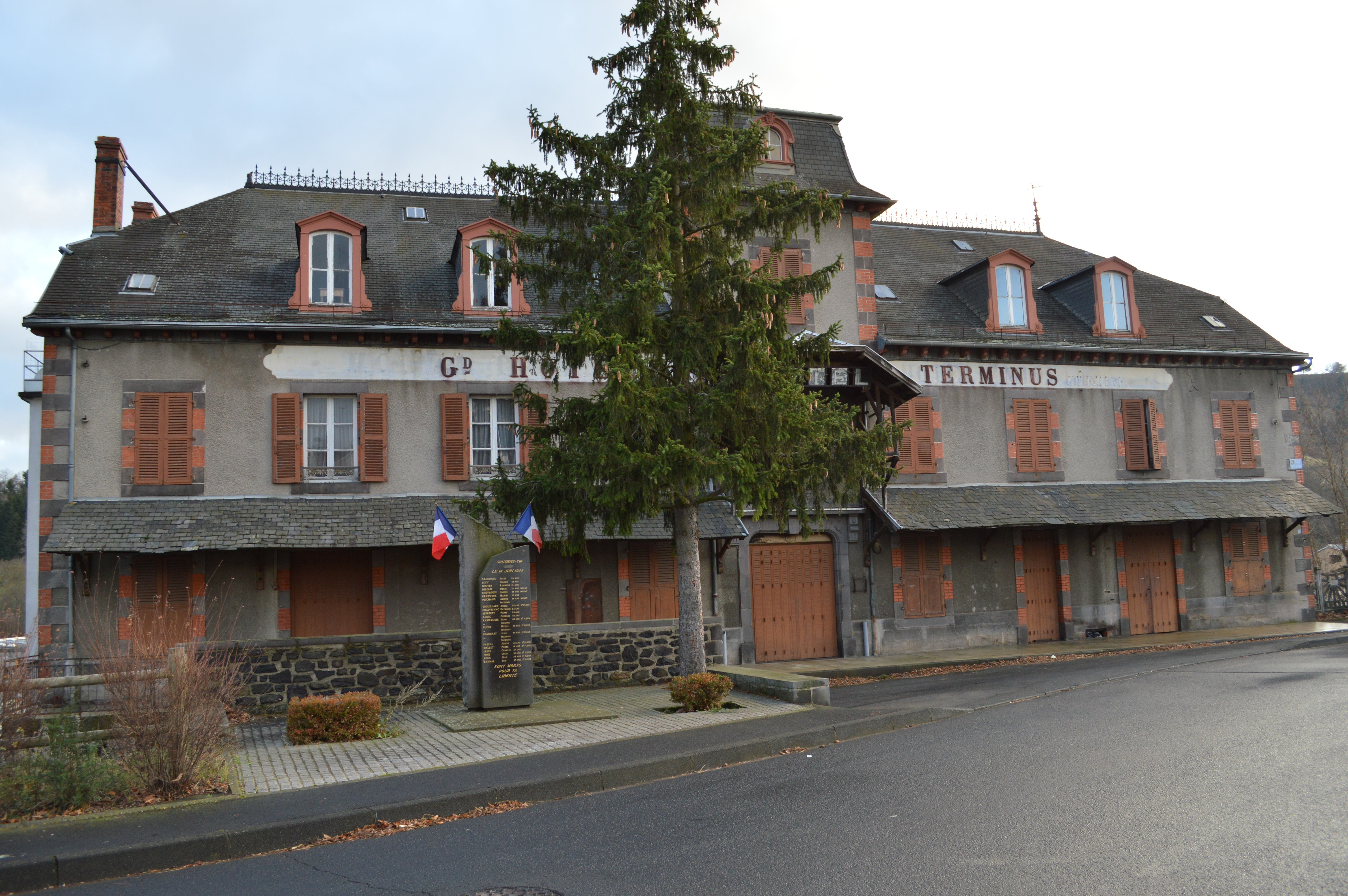
Hotel Terminus à Saint-Flour, siège de la Gestapo durant l'occupation.

Le 8 juin 1944 au soir, à Saint-Flour, commune du Cantal, les premières arrestations débutent avec celle de trois inspecteurs de la Surveillance du territoire : René Chapoulet, Georges Badoc et Pierre Bergeret venus de Clermont-Ferrand et suspectés par les nazis d'appartenir à la Résistance. Le 10 juin, la Milice et la Gestapo arrêtent à Saint-Flour une quarantaine d'habitants parmi lesquels trois membres de la famille Mallet : l'épouse du médecin, sa fille et l'un de ses fils, Pierre. Ces personnes sont transférées à l'hôtel Terminus, siège de la Gestapo, où ils sont regroupés avec les prisonniers arrêtées précédemment.
Deux jours plus tard, le 12 juin, 13 prisonniers supplémentaires arrivent à Saint-Flour. Ils ont été arrêtés à Murat par Hugo Geissler, haut responsable du Service de sécurité du Reich. Ce dernier était en mission pour réprimer la Résistance particulièrement active depuis le Mont Mouchet et ses environs cantaliens. Durant les journées du 10, 11 et 12 juin, le nombre total des personnes arrêtées s'élève à cinquante-trois dont sept femmes. Dans la journée du 12 juin 1944, Geissler est abattu par des résistants de passage à Murat. La nuit suivante, du 13 au 14 juin, les Allemands se réunissent avec des responsables de la milice dans une des salles de l'hôtel Terminus pour régler le sort des prisonniers. Parmi tous ces otages, une liste de vingt-cinq hommes à fusiller (quatre israélites, deux musulmans, des civils, des résistants et quatre inconnus) est alors établie par le capitaine Deck, chef de la Kommandantur, le capitaine Hartmann et le lieutenant Kross.
Le 14 juin, à l'aube, les vingt-cinq personnes sont donc emmenées dans deux camionnettes au pont de Soubizergues situé sur la commune de Saint-Georges, à deux kilomètres de Saint-Flour. Elles sont placées en rang pour être fusillées dans le dos avec des fusils mitrailleurs. Dès lors, les vingt-cinq corps sont alignés, étendus face contre terre. Et suivant les ordres donnés par le chef de la Kommandantur Deck, les cadavres sont inhumés sur place, l’identité de chacun ayant été inscrite sur un papier enfermé dans un tube de verre et placé à côté de la dépouille. Un peloton de la Milice creuse une fosse pour enterrer les corps. Le médecin légiste identifie vingt corps. Le plus jeune des fusillés avait 16 ans. Les Allemands quittent Saint-Flour dans la nuit du 23 au 24 août 1944.

## Identités des victimes

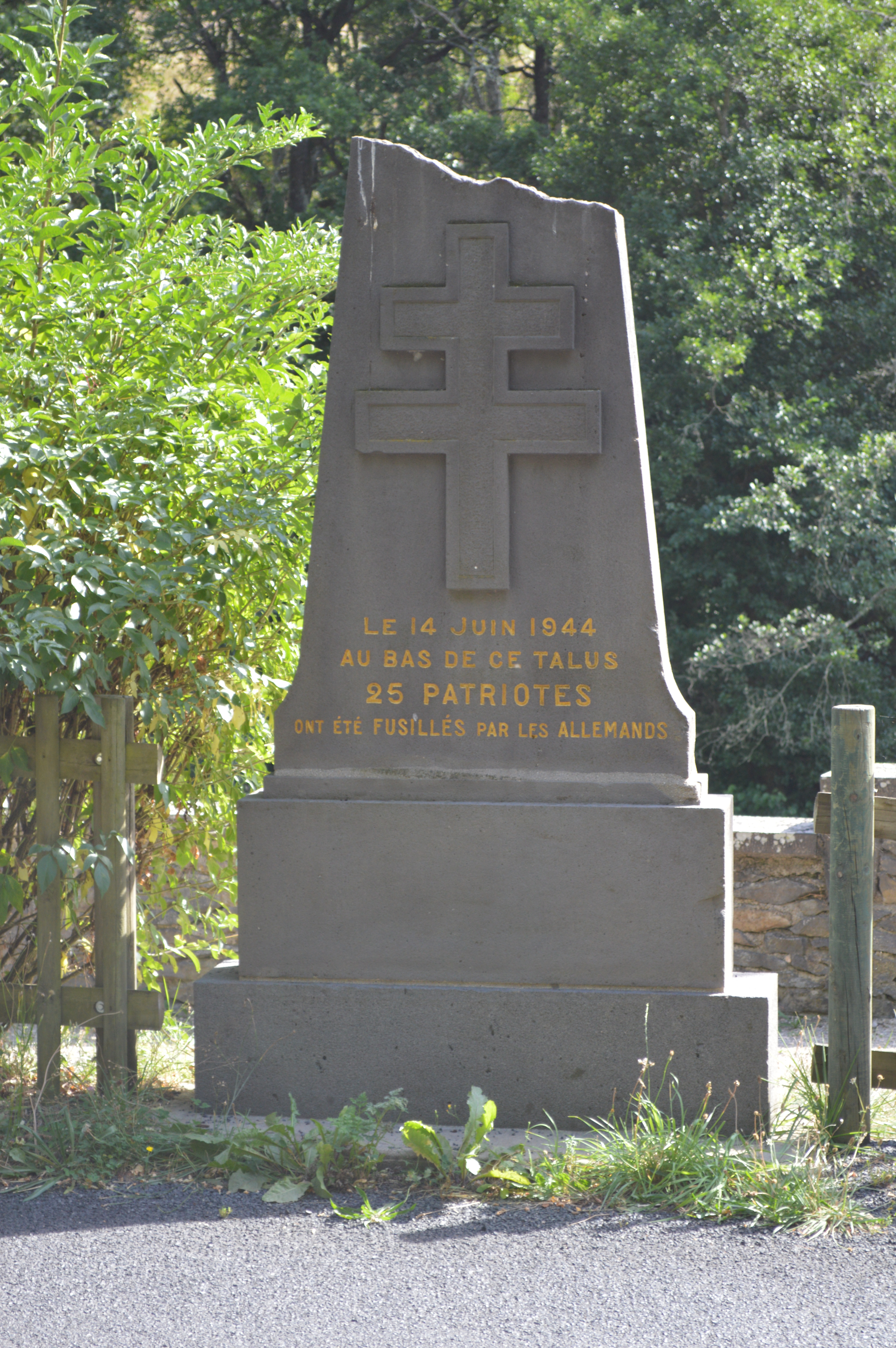
Monument aux fusillés de Soubizergues.

- Marcel Gradwohl
- Roger Gradwohl
- Edgard Lévy
- Raymond Winter[1]
- Georges Badoc
- Jean Baudart
- Becquet
- Belarbi
- Pierre Bergeret
- Michel Buche
- Raymond Chalvignac
- Joseph Cheyrouse
- Pierre Delquié
- Inconnu
- Inconnu
- Inconnu
- Charles Leber
- Pierre Mallet
- Joseph Pascal

- Arsène Peschaud
- Louis Pons
- Marie, Joseph, Henri Rassemusse
- Élie, Albert Raynal
- Jean Roux
- André Trouillard

## Monument commémoratif
Le monument en mémoire des fusillés de Soubizergues est financé par Le Souvenir français et installé en 1945 sur le lieu même de l'exécution. Il est inauguré le 14 juin 1946 en présence des autorités civiles et militaires départementales, des associations d'Anciens combattants et des victimes de Guerre. Le monument se compose de vingt-cinq stèles, chacune portant le nom et l'âge d'une victime à l’exception de quatre qui portent la mention « inconnu » et d'une pierre dressée à base pyramidale et ornée sur une face d'une croix de Lorraine portant la mention : « Le 14 juin 1944, au bas de ce talus, 25 patriotes furent fusillés par les Allemands » Sur l’autre face, une croix de Lorraine et la mention « À nos Martyrs ».

## Le temps de mémoire

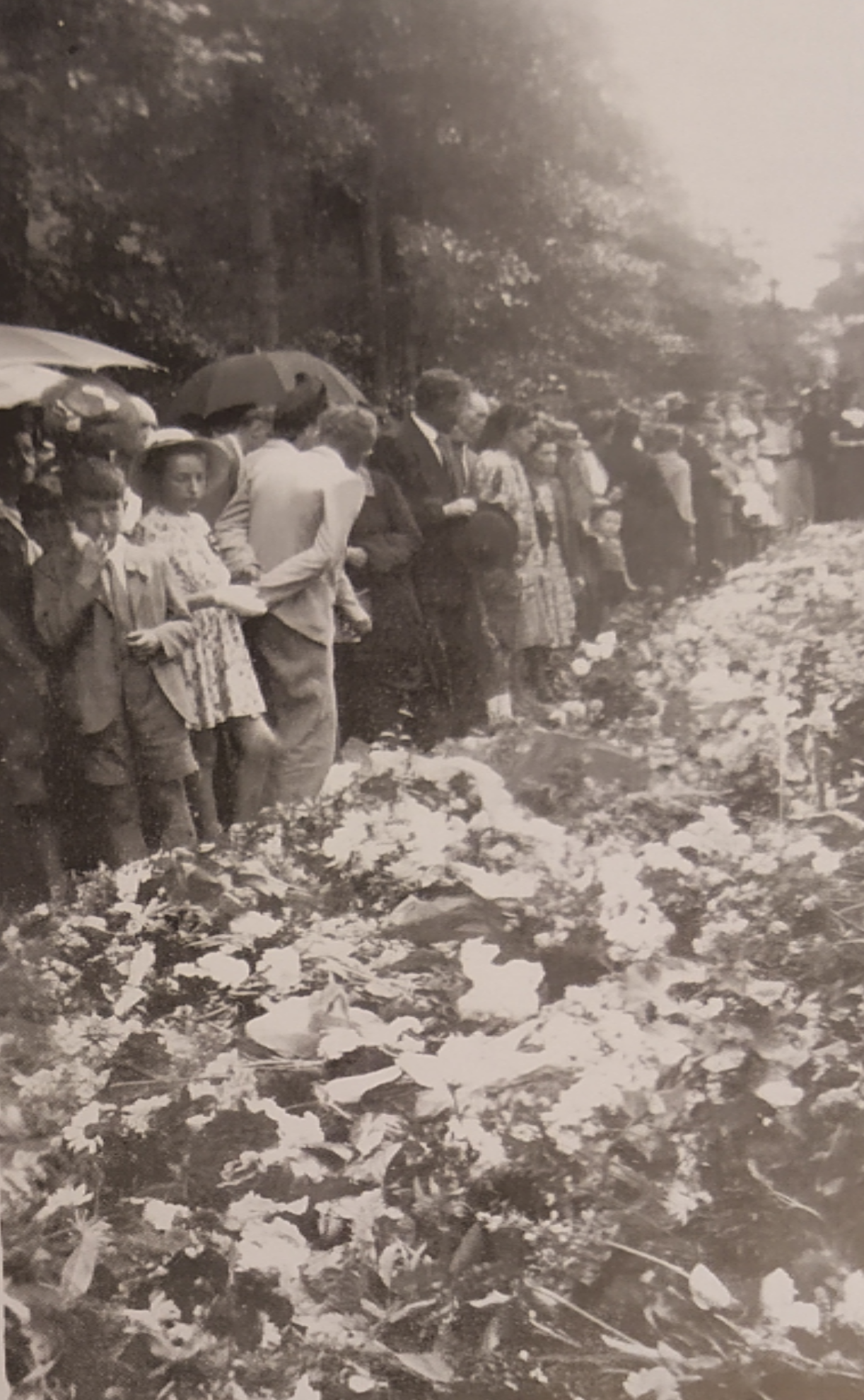
Première cérémonie, le 27 août 1944 en présence de 8000 personnes.

Le 27 août 1944 a eu lieu la première cérémonie à Soubizergues, en présence de 8 000 personnes. 
Dès lors, chaque année, le 14 juin, à 6 heures du matin (heure du massacre), sur le lieu de la fusillade, se déroule une cérémonie avec un dépôt de gerbe et le ravivage de la flamme. Ce sont souvent des collégiens et des jeunes musiciens qui participent à la commémoration avec les élus locaux. Les collégiens éteignent leur torche les uns après les autres, symbolisant les pertes de chaque vie.